# Ayaka Hamasaki
Ayaka Hamasaki (浜崎朱加?, Hamasaki Ayaka; Prefettura di Yamaguchi, 31 marzo 1982) è una lottatrice di arti marziali miste giapponese.
Ha combattuto nelle promozioni MMA Shooto e Jewels in Giappone e nell'Invicta FC negli Stati Uniti.
Hamasaki ha vinto il primo torneo Queen Jewels nei 52 kg, è stata campionessa Invicta FC nei 48 kg ed è stata la prima asiatica a vincere un titolo di promozione MMA in Nord America.
Fight Matrix e MMARising.com l'ha classificata come la numero uno al mondo tra i combattenti pesi atomo e come una delle migliori 10 pound for pound lottatrici femminili al mondo.

## Addestramento di arti marziali
Hamasaki ha praticato judo per 8 anni, raggiungendo il 2 ° dan.  Smise di praticare judo dopo aver finito il college per lavorare in un ufficio. Un anno e mezzo dopo,intorno al 2008 Hamasaki iniziò ad allenarsi nell' MMA. Fu presentata al Abe Ani Combat Club (AACC) dalla sua amica e membro dell'AACC Rina Tomita, e sebbene Hamasaki fosse a conoscenza dell'MMA, non era a conoscenza dell'MMA femminile.

## Esordio nelle arti marziali miste e Grappling
Hamasaki ha fatto il suo debutto nell MMA il 25 ottobre 2009 allo Shooto Gig Central Vol. 19, sconfiggendo Kinuka Sasaki per sottomissione (armbar) nel secondo round.
Al Jewels 9th Ring il 31 luglio, 2010 sconfisse in soli 48 secondi l avversaria Sud Coreana Han Sol Lee con un'americana.
Il 10 ottobre 2010 ha partecipato al submission grappling, un mini-torneo di Wrestling  tenutosi al Jewels 10th Ring, dove ha vinto il torneo sconfiggendo Emi Tomimatsu tramite una sottomissione al secondo round e Yuko Oya, anch'essa per sottomissione (armbar) nel primo round.
Hamasaki ha poi affrontato in un incontro di grappling la giapponese Saori Ishioka in una gara al Jewels 14th Ring il 14 maggio 2011 vincendo la sfida per split decision.

## Carriera nelle arti marziali miste
Con più di dieci anni di attività agonistica Hamasaki è riuscita a raggiungere risultati importanti.
A oggi può vantare diciannove vittorie e solo tre sconfitte.
Al Jewels 11th ring il 17 dicembre 2010, Hamasaki ha sconfitto Sakura Nomura dopo tre turni con decisione unanime nelle semifinali del torneo Lightweight Queen. Nello stesso evento, Hamasaki ha sconfitto la sudcoreana Seo Hee Ham per decisione unanime, sorprendendo i commentatori per gli scambi sorprendenti contro l'esperta kickboxer coreana vincendo il titolo finale Jewels Lightweight Queen Championshipp. Perse il titolo contro la portoghese Cláudia Gadelha il 13 luglio 2013 nell'incontro Invicta FC 6.
Il 9 luglio 2015 vince il titolo Invicta Atomweight Championship contro la brasiliana Hérica Tibúrcio per split decision.
Il 31 dicembre 2018 nel Rizin 14 batte per sottomissione la giapponese Kanna Hasakura, conquistando anche il titolo Rizin Super Atomweight Championship.

### Risultati nelle arti marziali miste
| Risultato | Record | Avversario         | Metodo                       | Evento                                    | Data              | Round | Tempo | Città                           | Note                                                          |
| --------- | ------ | ------------------ | ---------------------------- | ----------------------------------------- | ----------------- | ----- | ----- | ------------------------------- | ------------------------------------------------------------- |
| Sconfitta | 19-3   | Seo Hee Ham        | Decisione (split)            | Rizin 20                                  | 31 Dicembre 2019  | 3     | 5:00  | Saitama, Giappone               | Perso il titolo Rizin Super Atomweight Championship           |
| Vittoria  | 19-2   | Suwanan Boonsorn   | Sottomissione (Armbar)       | Rizin 18                                  | 18 Agosto 2019    | 1     | 3:20  | Nagoya,, Giappone               | Incontro senza titolo in palio                                |
| Vittoria  | 18-2   | Jinh Yu Frey       | Decisione (unanime)          | Rizin 16                                  | 2 Giugno 2019     | 3     | 5:00  | Kobe,, Giappone                 | Difeso il titolo Rizin Super Atomweight Championship          |
| Vittoria  | 17–2   | Kanna Asakura      | Sottomissione(armbar)        | Rizin 14                                  | 31 Dicembre 2018  | 2     | 4:34  | Saitama, Giappone               | vinto il titolo Rizin Super Atomweight Championship           |
| Vittoria  | 16–2   | Mina Kurobe        | Sottomissione(kimura)        | Rizin 13                                  | 30 Settembre 2018 | 1     | 4:45  | Saitama, Giappone               |                                                               |
| Vittoria  | 15–2   | Alyssa Garcia      | Decisione (unanime)          | Rizin 10                                  | 6 Maggio 2018     | 3     | 5:00  | Fukuoka, Giappone               |                                                               |
| Sconfitta | 14-2   | Lívia Renata Souza | KO (pugni)                   | Invicta FC 22: Evinger vs. Kunitskaya II  | 25 Marzo 2017     | 1     | 1:41  | Missouri, Stati Uniti           |                                                               |
| Vittoria  | 14–1   | Jinh Yu Frey       | KO tecnico (stop medico)     | Invicta FC 19: Maia vs. Modafferi         | 23 Settembre 2016 | 2     | 4:38  | Missouri, Stati Uniti           | Diffeso il titolo Invicta Atomweight Championship             |
| Vittoria  | 13–1   | Amber Brown        | Sottomissione (armbar)       | Invicta FC 16: Hamasaki vs. Brown         | 11 Marzo 2016     | 3     | 2:52  | Las Vegas (Nevada), Stati Uniti | Diffeso il titolo Invicta Atomweight Championship             |
| Vittoria  | 12–1   | Hérica Tibúrcio    | Decisione (split)            | Invicta FC 13: Cyborg vs. Van Duin        | 9 Luglio 2015     | 5     | 5:00  | Las Vegas (Nevada), Stati Uniti | Vinto il titolo Invicta Atomweight Championship               |
| Vittoria  | 11–1   | Mei Yamaguchi      | Decisione (unanime)          | Deep - Dream Impact 2014: Omisoka Special | 31 Dicembre 2014  | 2     | 5:00  | Saitama, Giappone               |                                                               |
| Vittoria  | 10–1   | Naho Sugiyama      | Decisione (unanime)          | Deep Jewels 5: Inoue vs Tomimatsu         | 9 Agosto 2014     | 1     | 4:01  | Tokio, Giappone                 |                                                               |
| Sconfitta | 9-1    | Cláudia Gadelha    | KO tecnico (pugni)           | Invicta FC 6: Coenen vs. Cyborg           | 13 Luglio 2013    | 3     | 3:58  | MIssouri, Stati Uniti           | Perso il titolo Invicta FC Strawweight                        |
| Vittoria  | 9-0    | Emi Fujino         | Decisione (unanime)          | Jewels 22nd Ring                          | 15 Dicembre 2012  | 3     | 5:00  | Tokio, Giappone                 | Diffeso il titolo Jewels Lightweight Queen Championshipp      |
| Vittoria  | 8-0    | Lacey Schuckman    | Sottomissione (armbar)       | Invicta FC 2: Baszler vs. McMann          | 28 Luglio 2012    | 3     | 4:45  | Kansas, USA                     |                                                               |
| Vittoria  | 7-0    | Yuka Tsuji         | Sottomissione (kimura)       | Jewels 19th Ring                          | 28 Luglio 2012    | 1     | 3:41  | Osaka, Giappone                 | Diffeso il titolo Jewels Lightweight Queen Championshipp      |
| Vittoria  | 6-0    | Seo Hee Ham        | KO tecnico (stop dal corner) | Jewels 17th Ring                          | 17 Dicembre 2011  | 1     | 5:00  | Tokio, Giappone                 | Diffeso il titolo Jewels Lightweight Queen Championshipp      |
| Vittoria  | 5-0    | Mizuki Inoue       | Decisione (unanime)          | Jewels 16th Ring                          | 11 Settembre 2011 | 2     | 5:00  | Tokio, Giappone                 |                                                               |
| Vittoria  | 4-0    | Seo Hee Ham        | Decisione (unanime)          | Jewels 11th Ring                          | 17 Dicembre 2010  | 2     | 5:00  | Tokio, Giappone                 | Vinto il titolo finale Jewels Lightweight Queen Championshipp |
| Vittoria  | 3-0    | Sakura Nomura      | Decisione (unanime)          | Jewels 11th Ring                          | 17 Dicembre 2010  | 2     | 5:00  | Tokio, Giappone                 | Semi finale Jewels Lightweight Queen Championshipp            |
| Vittoria  | 2-0    | Han Sol Lee        | Sottomissione (americana)    | Jewels 9th Ring                           | 31 Luglio 2010    | 1     | 0:48  | Tokio, Giappone                 | opening raund Jewels Lightweight Queen Championshipp          |
| Vittoria  | 1-0    | Kinuka Sasaki      | Sottomissione (armbar)       | Shooto: Gig Central 19                    | 25 Ottobre 2009   | 2     | 2:00  | Nagoya, Giappone                |                                                               |

## Campionati e risultati
- Rizin Fighting Federation
  - Rizin Fighting Federation Super Atomweight Champion (First, One time)
- Invicta Fighting Championships
  - Invicta FC Atomweight Champion (One time; vacated title)
- Deep Jewels
  - Jewels Lightweight Queen tournament winner
  - Jewels Lightweight Queen Champion (former; vacated title)
- Women's MMA Awards
  - 2014 Atomweight of the Year